# 大代伯湖

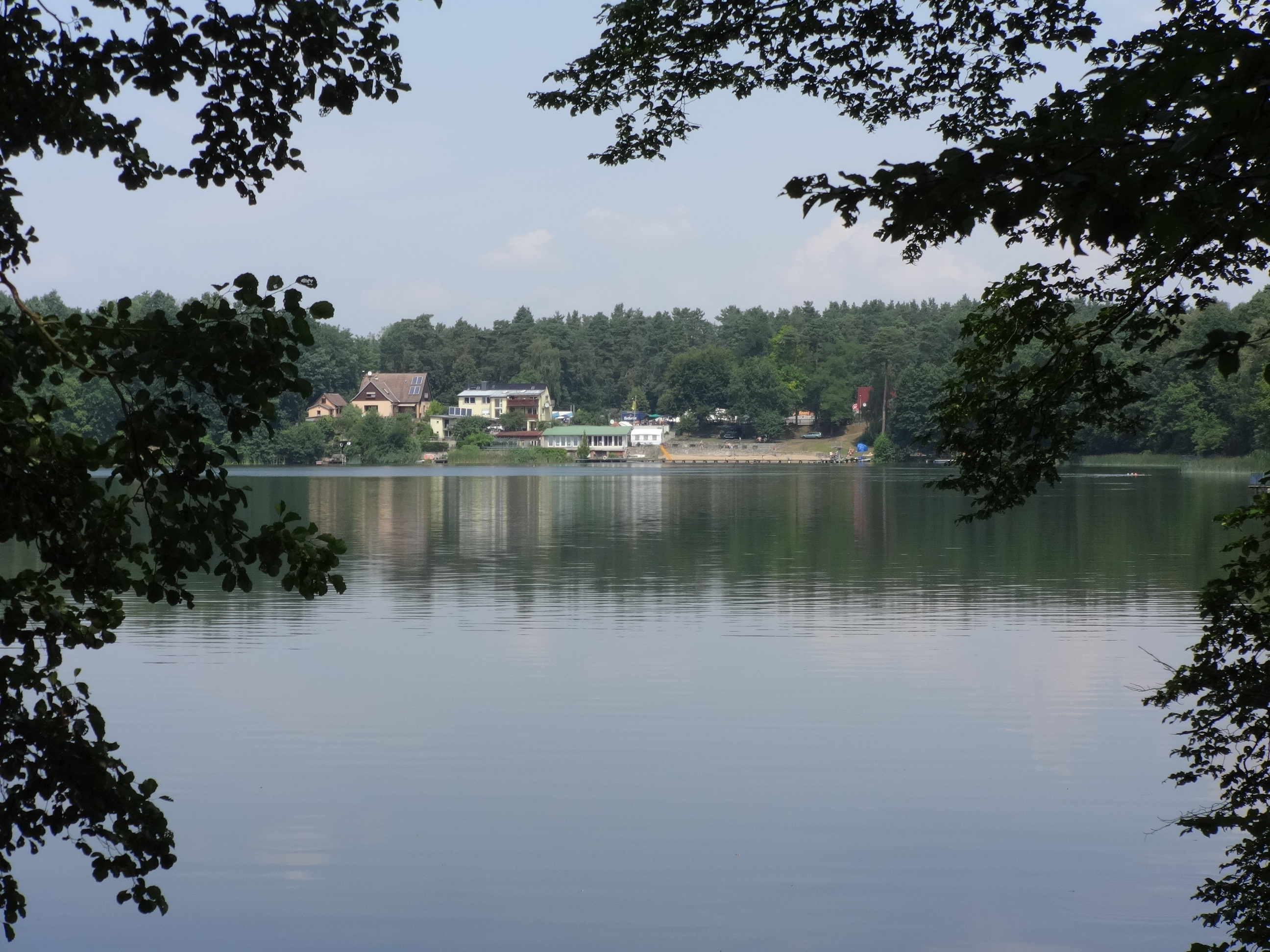

52°32′30″N 14°04′50″E / 52.541725°N 14.08061°E
大代伯湖（德語：Großer Däbersee），是德國的湖泊，位於該國西南部，由勃蘭登堡州負責管轄，處於梅爾基施-奧得蘭縣，面積0.19平方公里，海拔高度41米，平均水深8米，最大水深16米。